# Епархия Астиги
Епархия Астиги (лат. Dioecesis Astigitana) — упразднённая епархия, в настоящее время титулярная епархия Римско-Католической церкви.

## История
Античный город Астиги (сегодня — Эсиха) был столицей римской провинции Бетика и центром одноимённой епархии. Город пережил арабское нашествия и последние епископы епархии упоминаются в X веке. После Реконкисты и восстановления архиепархии Севильи территория епархии Астиги была передана другим епархиям.
С 1969 года епархия Астиги является титулярной епархией Римско-Католической церкви.

## Епископы
- епископ Геротей (I век);
- епископ Криспин (III век);
- упоминается в 589 году — епископ Гауденций ;
- упоминается в 589 году — епископ Пегасий ;
- 590—610 — Аниноим ;
- 610—619 — епископ святой Фульгенций ;
- 622/624 — епископ Марциан ;
- 633—638 — епископ Абенций ;
- 638—646 — епископ Марциан ;
- 646—653 — епископ Эстебан ;
- 681—683 — епископ Теодульф ;
- упоминается в 688 году — епископ Нандорб ;
- упоминается в 693 году — епископ Арвидий ;
- упоминается в 839 году — епископ Леовигильдо ;
- упоминается в 862 году — епископ Беат ;
- упоминается в 931 году — епископ Мартинус .

## Титулярные епископы
- 3.10.1969 — 14.01.1971 — епископ Umberto Malchiodi ;
- 23.12.1971 — 2.04.1980 — епископ Antal Jakab  — назначен епископом Алба-Юлии;
- 13.01.1981 — 7.03.1985 — tgbcrjg Pio Vittorio Vigo  — назначен епископом Никозии;
- 31.08.1985 — по настоящее время — епископ Агостино Маркетто .

## Источник
- Annuario Pontificio, Libreria Editrice Vaticana, Città del Vaticano, 2003, стр. 766, ISBN 88-209-7422-3
- Хронология епископов Астиги
- España Sagrada, X, Madrid 1753, стр. 71-130  (исп.)